# Сьомий кілометр

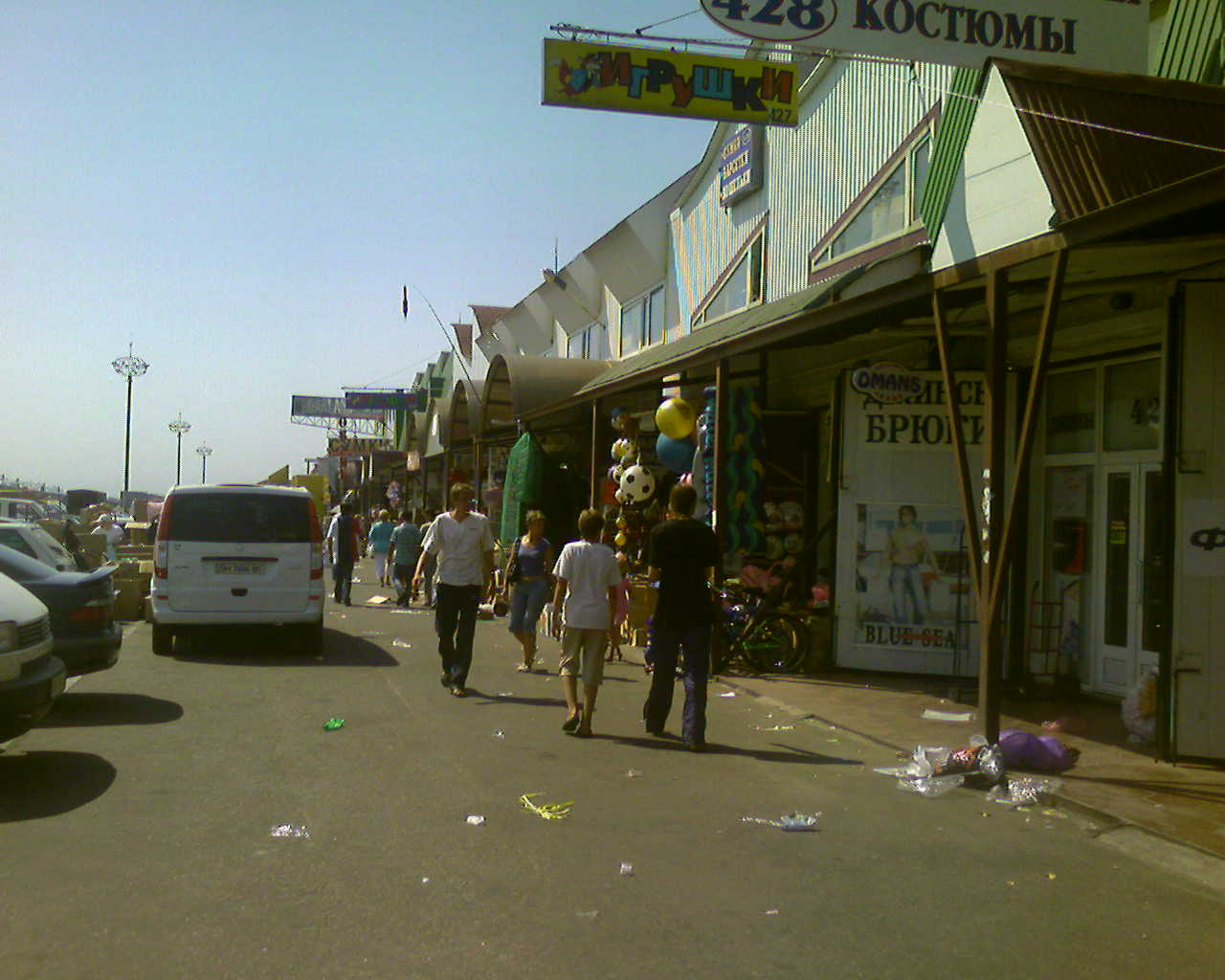
Ринок «Сьомий кілометр»

Ринок «Сьомий кілометр» (офіційна назва —ТОВ «Промтоварний ринок») — один з найбільших у Східній Європі. Розташований в Овідіопольському районі Одеської області.

## Назва
Отримав свою назву на честь того, що розташований біля станції 7-й кілометр Ізмаїльського напрямку (зараз вона називається Одеса-Західна).

## Заснування
Заснований як відкритий ринок у 1989 році на колишньому кукурудзяному полі. 2006 року торгова площа ринку «7-й кілометр» становила 0,69 км². Торгові точки розміщені здебільшого в контейнерах, що відслужили своє, зібраних в так звані «контейнерні майданчики», а також у різноманітних павільйонах, магазинах і відкритих торгових місцях. Забезпечує роботою близько 10 000 продавців, ринок відвідує до 150 000 покупців на день. Безпосередній штат підприємства — 1200 осіб (охорона, адміністрація, обслуговчий персонал). Товар походить переважно з Азії.

## Приватизація
В грудні 2023 року ринок було виставлено на аукціон за зниженою ціною 104,1 млн грн. Однак покупка не відбулась. У другій половині січня 2024 року Фонд держмайна України виставив на повторний приватизаційний аукціон єдиний майновий комплекс ДП «ТВК» («7-й кілометр») під Одесою зі стартовою ціною 208,1 млн грн.